# Lord Chamberlain's Men

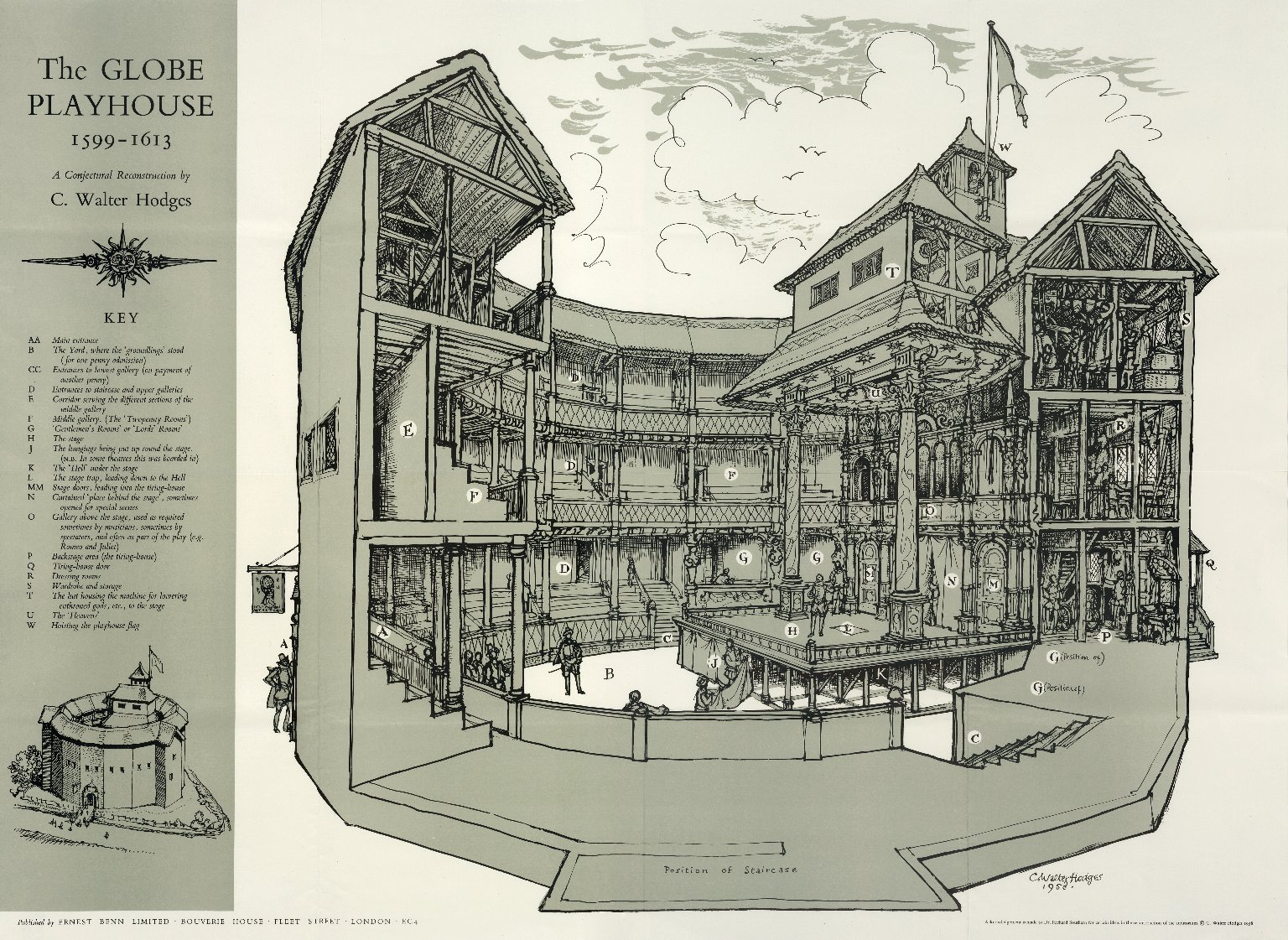
Reconstrucción conjetural del teatro Globe por C. Walter Hodges basada en evidencias arqueológicas y documentales.

The Lord Chamberlain's Men (en español "Los hombres del Lord Chamberlain") fue la compañía de teatro para la que William Shakespeare trabajó como actor y dramaturgo, durante casi la mitad de su carrera. Formada hacia el final de un período de flujo en el mundo teatral de Londres, se había convertido, por 1603, en una de las dos empresas imperantes de la ciudad, y fue posteriormente adquirida por Jacobo I.
Se fundó durante el reinado de Isabel I en 1594, bajo el mecenazgo de Henry Carey, el entonces Lord Chamberlain, que estaba a cargo del entretenimiento de la corte. Tras la muerte de su mecenas en 1596, la compañía quedó bajo tutela de su hijo, George Carey, por quien fueron conocidos brevemente como Lord Hunsdon's Men hasta que este último se convirtió en Lord Chamberlain en 1597, volviendo a su denominación original. Luego, pasarían a ser conocidos como los King's Men en 1603, cuando Jacobo I ascendía al trono y se convertía en su nuevo mecenas.
- Datos: Q1899451